# Exocentrus blotei
Exocentrus blotei är en skalbaggsart som beskrevs av Stefan von Breuning 1958. Exocentrus blotei ingår i släktet Exocentrus och familjen långhorningar. Inga underarter finns listade i Catalogue of Life.